# Ota V. Braniborský
Ota V. Braniborský zvaný „Dlouhý“ (německy Otto der Lange, 1246? – 23. července 1299) byl v letech 1267–1298 braniborský markrabě z rodu Askánců.
Patřil mezi věrné přívržence svého strýce Přemysla Otakara II. Když Přemysl v roce 1278 padl, Ota se stal poručníkem jeho nezletilého syna Václava II. Otova poručnická vláda v Čechách je označována jako „zlá léta“, protože během ní došlo k naprostému rozvratu země. Ota navíc uvěznil Václava II. ve svých hradech v Německu. Až v roce 1283 ho čeští šlechtici od Oty vykoupili a braniborský markrabě z Čech odtáhl.

## Život

### Mládí a intervence do Čech

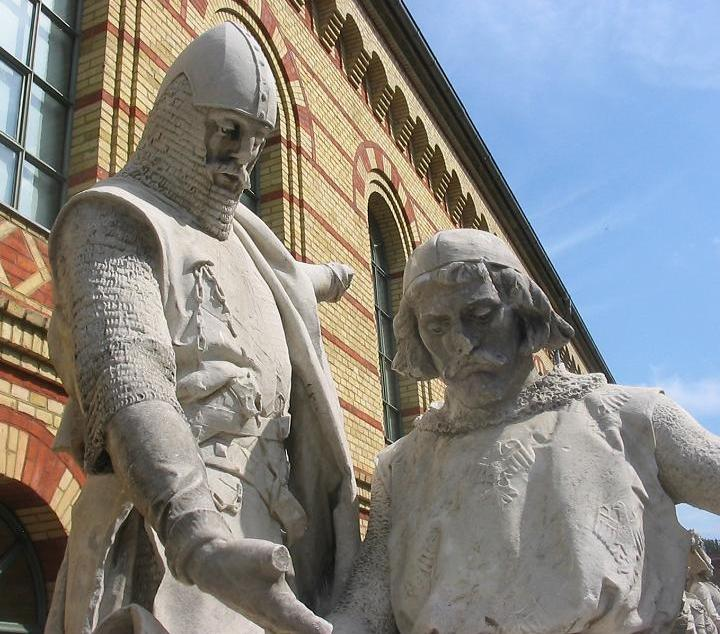
Socha Otova otce Oty III. a jeho bratra Jana I.

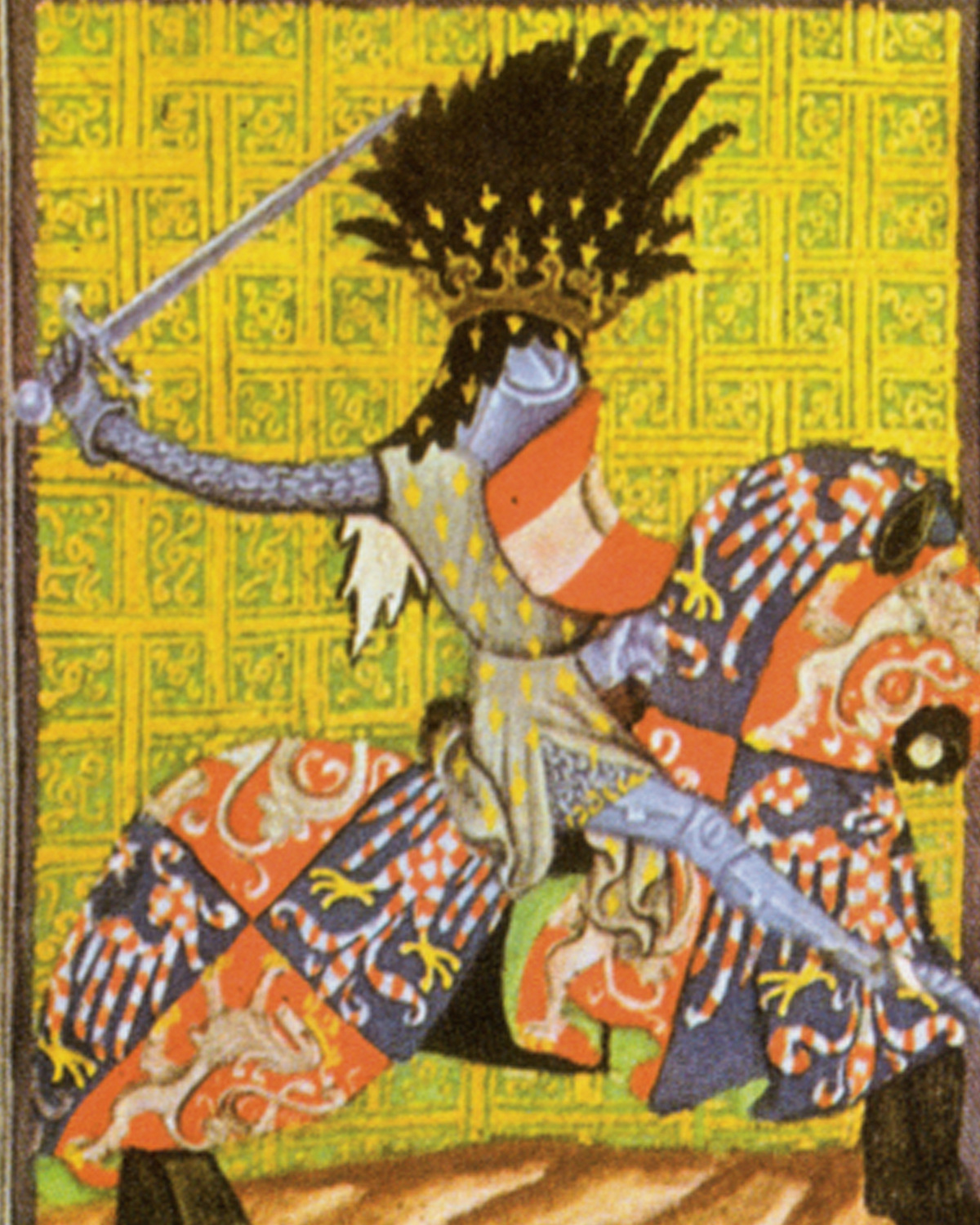
Přemysl Otakar II. na miniatuře z Gelnhausenova kodexu

Narodil se jako druhý syn braniborského markraběte Oty III. a české princezny Boženy kolem roku 1246. Po smrti svého otce se v roce 1267 spolu se svými bratry Albrechtem III. a Otou VI. a bratranci Otou IV., Janem II. a Konrádem I. stal novým braniborským markrabětem. Stejně jako jeho otec a bratranec Ota IV. se Ota V. politicky orientoval na svého strýce Přemysla Otakara II., jemuž pomáhal ve válkách proti Uhrům i římskoněmeckému králi Rudolfovi I. Habsburskému, a to i přesto že se v roce 1273 jako jeden z kurfiřtů podílel na Rudolfově zvolení římským králem. Své přízvisko Dlouhý získal pravděpodobně kvůli své vysoké a mužné postavě. Podle hodnocení současníků byl Ota krásný muž a udatný rytíř se zájmem o dvorskou poezii. Na jeho dvoře se pohyboval i Frauenlob.

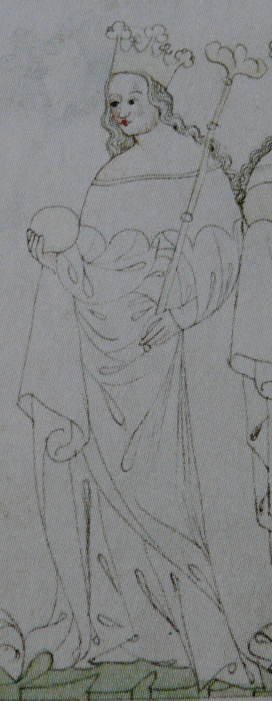
Kunhuta jako česká královna (Zbraslavská kronika)

Když Přemysl Otakar II. 26. srpna 1278 padl v proslulé bitvě na Moravském poli, v níž válčil s Rudolfem Habsburským, jeho manželka Kunhuta Uherská se ze strachu před římskoněmeckým králem obrátila právě na Přemyslova synovce Otu V. Dlouhého, aby se v Českém království stal poručníkem nezletilého dědice trůnu Václava II. Ota její prosby vyslyšel – s vojskem o 400 těžkooděncích se vypravil do Čech, kde obsadil řadu měst a hradů. Kunhuta svého kroku ale vzápětí začala litovat, protože místo dříve českému králi oddaného spojence do Čech přijížděl mocichtivý hegemon, jehož politika královnu zaskočila. Ota své poručnictví totiž chtěl využít především k tomu, aby z osiřelého království vysál do své pokladnice co nejvíce financí. Již koncem září došlo mezi Otou a královnou k závažné roztržce, v jejímž důsledku Kunhuta požádala o pomoc dalšího bývalého přívržence svého chotě Jindřich IV. Proba, vratislavského vévodu, který si brousil zuby na Kladsko, nacházející se na pomezí Čech a Dolního Slezska. Vzápětí královna ale opět změnila své stanovisko a navázala diplomatická jednání se samotným Rudolfem Habsburským, jenž se mezitím zmocnil Moravy. Zdálo se, že Rudolf ovládne i Čechy, v čemž mu ale zabránil Ota V. Braniborský tentokrát posílený o podporu české šlechty i patriciátu. Protože vojenský střet nebyl v zájmu ani jednoho z táborů, všechny strany přistoupily na rozhodčí jednání. Rudolfa v tomto jednání zastupoval hrabě Menhard II. Tyrolský a purkrabí Fridrich III. Norimberský, Otovy zájmy hájil Ota IV. se Šípem a olomoucký biskup Bruno ze Schauenburku. Rozhodčím verdiktem arbitři správu Čech včetně poručnictví nad Václavem II. na pět let přenechali Otovi Dlouhému, Moravu opět na pět let přiřkli zase straně habsburské. Jindřich Probus měl na doživotí získat Kladsko a Kunhuta důchody z rozličných českých a opavských statků.

### Poručnická vláda v Čechách

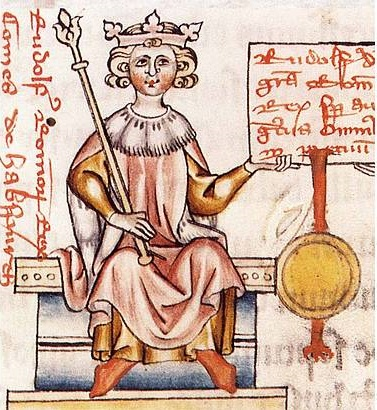
Rudolf Habsburský

Ačkoli Ota se svým poručnictvím v Čechách počítal jako s posílením svých vlastních financí, opak se stal pravdou. Ota totiž nedokázal ovládnout celé Čechy a v jeho rukách bylo jen několik zásadních českých hradů. Největší problém pro Otu představovaly vojácké houfy ze všech končin Německa, které se zaštiťovaly markrabětem, aby v zemi mohly loupit. Po celé zemi se proto nezastavitelně šířila anarchie provázená loupením, vyřizováním vzájemných účtů, hladomory a epidemiemi. Vláda Oty Dlouhého v Čechách bývá označována jako zlá léta. V zemi proti Otovi proto postupně vzrůstala nedůvěra, a to především v církvi. Sblížit se Otovi podařilo zejména s německým patriciátem. V lednu 1279 došlo ke sňatku mezi Kunhutinými a Rudolfovými dětmi a brzy poté se podzimní úmluvy o rozdělení Českého království zpečetily podruhé sňatkem Otova mladšího stejnojmenného bratra s dcerou Rudolfa Habsburského Hedvikou.
Protože Ota musel občas kontrolovat své panství v Braniborsku, v Čechách ho v jeho nepřítomnosti zastupovali fojtové z Weidy, Plavna a Gery i brandenburský biskup Gebhard. O malého Václava II. dosud pečovali pražští měšťané spolu s Řehořem z Dražic, což se ale vzápětí mělo změnit. V polovině února 1279 Ota uplacením měšťanů dosáhl toto, aby mu nebránili Václava i s Kunhutou převést na Hrad a následně uvěznit na Bezdězu. Ota poté svolal zemský sněm do Prahy, kde mu přísahali věrnost někteří šlechtici. Domáhali se zde zároveň toho, aby markrabě Václava II. propustil, což Ota slíbil, ale nesplnil. V květnu se královna Kunhuta odhodlala Otovi vzepřít. Se záminkou navštívit hrob svého chotě do Znojma totiž uprchla na Opavsko, kde se kolem ní shromáždil početný dvůr moravských šlechticů.

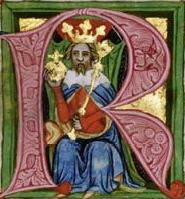
Miniatura Václava II. ve Zbraslavské kronice

Počátkem září Ota Václava II. převezl z Bezdězu do Braniborska, kde ho držel nejprve v Žitavě, poté ve Špandavě a nakonec v Berlíně. Václav na těchto hradech ovšem nijak netrpěl, jak ukázaly novodobé výzkumy. V létě 1280 došlo k úplné roztržce mezi Otou Braniborským a Rudolfem Habsburským. Římskoněmecký král proti Otovi proto začal připravovat vojenské tažení, při čemž ho podpořili jak Albrecht II. Saský, Ota III. Dolnobavorský, Menhard II. Tyrolský \ Ludvík II. Falcký, tak basilejský, tridentský a cheimseeský biskup. Ota se však nedal zastrašit a s pomocí svídnicko-javorského knížete Boleslava I. Surového, s nímž válčil rovněž proti Jindřichovi IV. Probovi, zahájil vojenské přípravy. Habsburk sice vytáhl do Čech, ale nakonec dal opět přednost vyjednávaní, jež proběhlo v listopadu 1280. Mnoho se o něm neví, jisté je pouze to, že Ota si udržel post poručníka a římskoněmecký král odtáhl ze země.

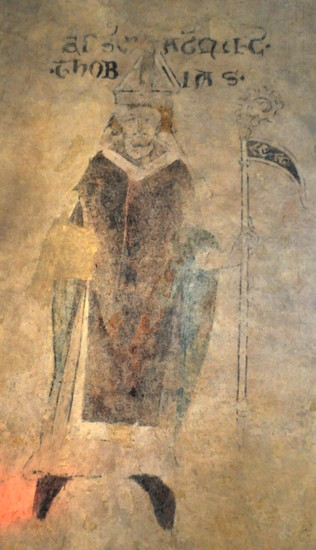
Tobiáš z Bechyně

Podle Dalimilovy kroniky proti Otovi v zemi vypukl odboj, v němž se vyznamenal zvláště Hynek z Dubé, Jaroslav z Lemberka, Ctibor Lipenský z Cimburka, Tas z Vizmburka, Paltram Zebínský, Mutina z Vřešťova a Mutina Skuhrovský. Zatímco Josef Šusta tento odboj datoval před Otovo jednání s Rudolfem, Josef Žemlička ho položil spíše do období po květnovém sněmu z roku 1281.
Pražský biskup Tobiáš z Bechyně ve snaze podepřít Otovu poručnickou vládu uspořádal 20. a 21. května v refektáři dominikánského kláštera v Praze 1281 další zemský sněm. Přítomní pánové zde rozhodli, že musí do Otových rukou navrátit veškeré zcizené královské zboží a zároveň se účastnit bojů proti loupežníkům. Navráceno mělo být i zboží zcizené církevním institucím nebo soukromým osobám. Nepřítomným pánům byla uložena lhůta toto vykonat do 14 dnů. Pokud by neuposlechli, čekalo je nejprve poplenění statků a poté i dobývání jejich hradů. Sněm dále zakázal bez poručníkova schválení stavět tvrze nebo hrady. Zda se uvedené ustanovení skutečně realizovala, ovšem zůstává tajemstvím. Kolem biskupa Tobiáše se brzy shromáždila skupina pánů usilujících o stabilizaci poměrů v zemi, v níž vynikal zejména Purkart z Janovic. Když v roce 1281 Ota V. Dlouhý odcizil majetek zlatokorunského kláštera včetně Netolic, jenž následně předal rakouskému rodu Prušenků, Purkart z Janovic ho údajně přiměl, aby jej vrátil zpět.
Václav Vladivoj Tomek a Fritz Graebner se domnívali, že Otovi straníci v Čechách veskrze patřili mezi přívržence zesnulého Přemysla Otakara II. Jan Bedřich Novák a Josef Žemlička jejich stanovisko však odmítli. Podle nich politické tábory během Otovy poručnické vlády nebyly příliš vyhraněné a vzájemně se prolínaly. V Otově blízkosti se z české šlechty objevovali zejména biskup Tobiáš z Bechyně, Hynek z Dubé, hofmistr Purkart z Janovic, Děpolt z Rýzmberka, Bohuslav II. z Rýzmburka, Řehoř z Dražic, Jaroslav a Zdislav z Lemberka, číšník Beneš z Vartemberka, stolník Sezema z Krašova, litoměřický purkrabí Jarek z Waldenberka, Jindřich z Lichtenburka, Ojíř z Lomnice, Jan z Michalovic, Mstridruh z Chlumu, Domaslav ze Škvorce, Albrecht ze Žeberka, Fridrich ze Šumburka, Záviš ze Stružnice, Dětřich a Půta z Turgova, Oneš z Onšova, Jindřich z Koldic, Dětřich Spatzmann a další. Velká řada z nich patřila mezi šlechtice pocházející ze šlechtických rodů přistěhovalých z Německa (ze Šumburka, Žeberka, Koldic, Turgova, Waldenberka, Spatzmannové a jiní), ale objevili se zde i zástupci staré české šlechty včetně Hrabišiců, Ronovců a Markvarticů a dalších, až na Ojíře z Lomnice se v Otově okolí naopak neobjevovali Vítkovci.

### Konec vlády v Čechách a zbytek života
Politická nestabilita Českého království se v roce 1281 spojila i s významnou neúrodou, což způsobilo hladomory a epidemie. Dění mezi lety 1281 a 1282 začalo připomínat až apokalypsu. Jak zaznamenávají kronikáři, lidé kvůli hladomoru, nedostatku vody a obrovské drahotě začali opouštět svá pole a prchat do lesů nebo měst, kde umírali jako žebráci, kvůli čemuž se města začala uzavírat. Chudoba se ovšem nevyhnula ani řemeslníkům a měšťanům. Hluboké jámy za vesnicemi se plnily tisíci mrtvol. Lidé v zoufalství údajně požírali mršiny a jejich jídelníček se někdy dokonce začal měnit i v kanibalský. Vraždění a umírání se stávalo obvyklou každodenností. Šlechtici se okrádali navzájem a v zemi řádily loupežnické tlupy, což odnesly zejména bohaté kláštery, jež byly popleněny. Situaci nezlepšily ani kruté mrazy či ničivé prudké deště a povodně. Až v roce 1282 se situace začala obracet k lepšímu.

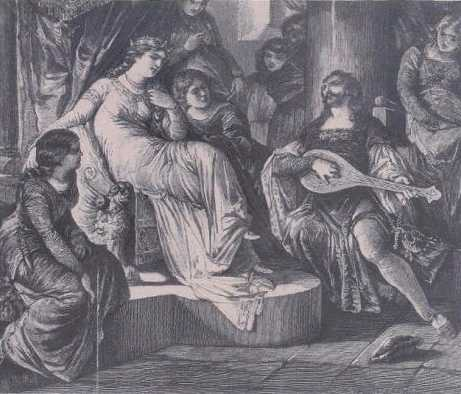
Adolf Liebscher, Královna Kunhuta a Záviš z Falkenštejna

Na Moravě mezitím panovaly nepokoje, jež se Habsburkové, konkrétně syn římskoněmeckého krále Albrecht I. Habsburský a jeho švagr Albrecht II. Saský, kteří zde vládli, snažili potlačit, což mimo jiné vedlo k uvěznění odbojářů Miloty z Dědic a Gerharda ze Zbraslavi a Obřan. Královna-vdova Kunhuta se svým renomovaným dvorem pobývala na Opavsku. V únoru 1281 se na Kunhutině dvoře objevil Záviš z Falkenštejna, jež odsud začal vytlačovat dosavadní královniny přívržence, mezi něž patřil zejména zmíněný pán z Dědic, Herbord z Fulštejna, Všebor I. z Náměště a starý Kuna ze Zbraslavi a Kunštátu. Charismatický a cílevědomý Záviš se navíc brzy stal královniným milencem. Od léta 1281 zde však Kunhutu začal zastiňovat levoboček jejího chotě a opavský vévoda Mikuláš navrátivší se z uherského zajetí.
V listopadu 1281 Hynek z Dubé s Jaroslavem z Lemberka, Janem z Michalovic, Benešem z Vartemberka a Jindřichem z Lichtenburka navštívil Otu ve Frankfurtu nad Odrou. Tato panská skupina, tvořená Markvartici a Ronovci, zde po Otovi požadovala návrat Václava II. do Čech. Ota počátkem roku 1282 nakonec přislíbil, že po vyplacení 15 tisíc hřiven stříbra Václava II. přivede 1. května 1282 zpět do Čech. Došlo tehdy rovněž k předání většiny vládních pravomocí v zemi biskupovi Tobiáši a komořímu Děpoltovi z Rýzmberka. Ota slib ale nedodržel a uchýlil se do Branibor, kam za ním české panstvo vysílalo další posly se žádostmi, ať Václava II. skutečně propustí. Přivedení Václava II. poručník následně odložil na 23. června, leč ani tentokrát tak neučinil. Když Václava II. skutečně přivedl do Čech a nedosáhl s českou šlechtou konsensu, vrátil se do Německa a Václava II. předal do péče míšeňského markraběte Jindřicha Jasného do Drážďan. Ota ovšem věděl, že v Čechách dávno ztratil faktickou moc a že se v nich netěší takové podpoře jako dříve. I přesto na české šlechtě za propuštění následníka trůnu požadoval okamžité vyplacení 20 tisíc hřiven stříbra a následně i dalších 5 tisíc hřiven stříbra. Takovou sumu Češi Otovi ihned vyplatit nemohli, kvůli čemuž se Ota musel spokojit se zástavou Žitavy, Ronova, Mostu, Děčína, Ústí nad Labem, Ostrého, Svárova a Bezdězu. Není vyloučeno ani to, že Braniborský markrabě uvažoval o trvalém ovládnutí těchto končin. Václava II. proto v květnu konečně 1283 propustil a český král 23. května 1283 slavnostně vjel do Prahy.
| „                       | Když ten 24. května přijel, vyšli mu páni a též rytíři vstříct na mnoho mil. Duchovní pak z celého města s lidem mu vyšedše vstříct, uvítali ho slavně v procesí před branou hradu zpívajíce „Advenisti desiderabilis“ i jiné hymny a písně, a lid zpíval „Hospodin pomiluj ny“. | “ |
| — Pokračovatelé Kosmovi | |   |

Počátkem 90. let gradovaly Otovy spory s jeho bratrancem Otou IV. se Šípem, které v roce 1294 vedly i k ozbrojeným střetům. Oba Otové se po smrti Rudolfa I. Habsburského přeli především o kurfiřtský hlas. Zatímco Ota V. tehdy podporoval volbu Adolfa Nasavského, Ota IV. se přiklonil na stranu Rudolfova syna Albrechta I. Habsburského. Nakonec svůj kurfiřtský hlas ale obhájil Ota V. Dlouhý, když se v roce 1292 podílel na volbě Adolfa Nasavského. Roku 1291 po svém švagrovi Poppovi zdědil velkou část Henneberského hrabství, jež připojil k braniborskému markrabství. Za své vlády nevydával mnoho privilegií. Výjimkou je jeho potvrzení práva skladu ze září 1298 pro město Berlín. Zemřel v roce 1298.

## Potomci
1. manželství ∞ Kateřina Velkopolská
2. manželství ∞ Jitka z Hennebergu
- Mechtilda (kolem 1270 – po 1298), vratislavská kněžna ∞ Jindřich IV. Probus
- Heřman III. Dlouhý (kolem 1275–1308), braniborský markrabě ∞ Anna Habsburská
- Ota (?–1307)
- Kunhuta (?–1317)
- Beatrix (kolem 1270 – po 1316) svídnicko-javorská, hajnovská a kozelská kněžna ∞ Boleslav I. Surový
- Judita (?–1328), sasko-wittenberská vévodkyně ∞ Rudolf I. Saský
- Albrecht (kolem 1283 – asi 1296)

## Vývod z předků
|                    |                          |  |               |                        |  |  |  |  |  |  |  | Albrecht I. Medvěd |
|                    |                          |  |               |                        |  |  |  |  |  |  |  |                    |
|                    | Ota I. Braniborský       |  |               |                        |  |  |  |  |  |  |  |                    |
|                    |                          |  |               |                        |  |  |  |  |  |  |  |                    |
|                    |                          |  |               | Žofie z Winzenburgu    |  |  |  |  |  |  |  |                    |
|                    |                          |  |               |                        |  |  |  |  |  |  |  |                    |
|                    | Albrecht II. Braniborský |  |               |                        |  |  |  |  |  |  |  |                    |
|                    |                          |  |               |                        |  |  |  |  |  |  |  |                    |
|                    |                          |  |               | ?                      |  |  |  |  |  |  |  |                    |
|                    |                          |  |               |                        |  |  |  |  |  |  |  |                    |
|                    | Adelheida                |  |               |                        |  |  |  |  |  |  |  |                    |
|                    |                          |  |               |                        |  |  |  |  |  |  |  |                    |
|                    |                          |  |               | ?                      |  |  |  |  |  |  |  |                    |
|                    |                          |  |               |                        |  |  |  |  |  |  |  |                    |
|                    | Ota III. Braniborský     |  |               |                        |  |  |  |  |  |  |  |                    |
|                    |                          |  |               |                        |  |  |  |  |  |  |  |                    |
|                    |                          |  |               | Dedo III. Lužický      |  |  |  |  |  |  |  |                    |
|                    |                          |  |               |                        |  |  |  |  |  |  |  |                    |
|                    | Konrád II. Lužický       |  |               |                        |  |  |  |  |  |  |  |                    |
|                    |                          |  |               |                        |  |  |  |  |  |  |  |                    |
|                    |                          |  |               | Matylda z Heinsbergu   |  |  |  |  |  |  |  |                    |
|                    |                          |  |               |                        |  |  |  |  |  |  |  |                    |
|                    | Matylda Lužická          |  |               |                        |  |  |  |  |  |  |  |                    |
|                    |                          |  |               |                        |  |  |  |  |  |  |  |                    |
|                    |                          |  |               | Měšek III. Starý       |  |  |  |  |  |  |  |                    |
|                    |                          |  |               |                        |  |  |  |  |  |  |  |                    |
|                    | Eliška Polská            |  |               |                        |  |  |  |  |  |  |  |                    |
|                    |                          |  |               |                        |  |  |  |  |  |  |  |                    |
|                    |                          |  |               | Alžběta Uherská        |  |  |  |  |  |  |  |                    |
|                    |                          |  |               |                        |  |  |  |  |  |  |  |                    |
| Ota V. Braniborský |                          |  |               |                        |  |  |  |  |  |  |  |                    |
|                    |                          |  |               |                        |  |  |  |  |  |  |  |                    |
|                    |                          |  | Vladislav II. |                        |  |  |  |  |  |  |  |                    |
|                    |                          |  |               |                        |  |  |  |  |  |  |  |                    |
|                    | Přemysl Otakar I.        |  |               |                        |  |  |  |  |  |  |  |                    |
|                    |                          |  |               |                        |  |  |  |  |  |  |  |                    |
|                    |                          |  |               | Judita Durynská        |  |  |  |  |  |  |  |                    |
|                    |                          |  |               |                        |  |  |  |  |  |  |  |                    |
|                    | Václav I.                |  |               |                        |  |  |  |  |  |  |  |                    |
|                    |                          |  |               |                        |  |  |  |  |  |  |  |                    |
|                    |                          |  |               | Béla III. Uherský      |  |  |  |  |  |  |  |                    |
|                    |                          |  |               |                        |  |  |  |  |  |  |  |                    |
|                    | Konstancie Uherská       |  |               |                        |  |  |  |  |  |  |  |                    |
|                    |                          |  |               |                        |  |  |  |  |  |  |  |                    |
|                    |                          |  |               | Anežka ze Châtillonu   |  |  |  |  |  |  |  |                    |
|                    |                          |  |               |                        |  |  |  |  |  |  |  |                    |
|                    | Božena Česká             |  |               |                        |  |  |  |  |  |  |  |                    |
|                    |                          |  |               |                        |  |  |  |  |  |  |  |                    |
|                    |                          |  |               | Fridrich I. Barbarossa |  |  |  |  |  |  |  |                    |
|                    |                          |  |               |                        |  |  |  |  |  |  |  |                    |
|                    | Filip Švábský            |  |               |                        |  |  |  |  |  |  |  |                    |
|                    |                          |  |               |                        |  |  |  |  |  |  |  |                    |
|                    |                          |  |               | Beatrix Burgundská     |  |  |  |  |  |  |  |                    |
|                    |                          |  |               |                        |  |  |  |  |  |  |  |                    |
|                    | Kunhuta Štaufská         |  |               |                        |  |  |  |  |  |  |  |                    |
|                    |                          |  |               |                        |  |  |  |  |  |  |  |                    |
|                    |                          |  |               | Izák II. Angelos       |  |  |  |  |  |  |  |                    |
|                    |                          |  |               |                        |  |  |  |  |  |  |  |                    |
|                    | Irena Angelovna          |  |               |                        |  |  |  |  |  |  |  |                    |
|                    |                          |  |               |                        |  |  |  |  |  |  |  |                    |
|                    |                          |  |               | Irena Komnenovna       |  |  |  |  |  |  |  |                    |
|                    |                          |  |               |                        |  |  |  |  |  |  |  |                    |